# Trần Trang công
Trần Trang công (chữ Hán: 陳莊公; trị vì: 699 TCN - 693 TCN), tên thật là Quy Lâm (媯躍), là vị vua thứ 15 của nước Trần – chư hầu nhà Chu trong lịch sử Trung Quốc.
Quy Lâm là con thứ của Trần Hoàn công – vua thứ 12 nước Trần và là em của Trần Lệ công Quy Dược – vua thứ 14 nước Trần. Năm 700 TCN, vua anh Quy Dược mất, Quy Lâm lên nối ngôi, tức là Trần Trang công.
Năm 699 TCN, Trần Trang công theo lời kêu gọi của Tống Trang công, mang quân đi hội với các nước Tề, Sái, Vệ, Trần đi đánh Trịnh. Liên quân tiến vào Đại Quỳ, chiếm ấp Ngư Thủ.
Năm 697 TCN, Tống Trang công không ủng hộ Trịnh Chiêu công nên kêu gọi chư hầu các nước Lỗ, Vệ, Trần, Sái đánh Trịnh. Trần Trang công điều quân hưởng ứng, nhưng cuối cùng liên quân không thắng phải rút lui.
Năm 693 TCN, Trần Trang công qua đời. Ông ở ngôi được 7 năm. Em ông là Quy Chử Cữu lên nối ngôi, tức là Trần Tuyên công.